# Hieronymus Bucher
Hieronymus Bucher (* 1538 in Eisleben; † 25. Januar 1589 in Halle/Saale) war ein frühkapitalistischer Großkaufmann.

## Leben
Hieronymus Bucher (auch: Buchner) war ein Sohn des Eislebener Stadtvogts und Saigerhändlers Wolf Bucher (1497–1566) und der Margaretha Manfeld (1509–1551). Zusammen mit seinem Vetter, dem Leipziger Bürgermeister Peter Buchner (1528–1582), leitete er ab 1556 das familiäre Saigerhandelsunternehmen der Buchner.
1561 wurde ihm und seinem Vetter Peter gegen eine beträchtliche Geldleihe an Graf Christoph von Mansfeld dessen Schloss Seeburg verpfändet; die Einsetzung in das Pfand Seeburg mit dem Vorwerk Wormsleben erfolgte 1563. Nach 12 Jahren ging Seeburg an einen anderen Eigentümer über.
Sein Grabmal auf dem Stadtgottesacker in Halle (Saale) (Schwibbogen Nr. 2) hat sich nicht erhalten; seit 2007 erinnert ein von dem Bildhauer Marcus Golter geschaffenes und mit dem Peter-Parler-Preis 2007 ausgezeichnetes Wappenrelief an ihn.

## Darstellungen
- „Bauhütte Stadtgottesacker“ e. V. – neu gestaltete Reliefs. In: Bauhütte Stadtgottesacker Halle. Zuletzt abgerufen am 29. Oktober 2022.
- K. Heine: Schloß Seeburg und seine Bewohner. Ein Beitrag zur Heimatskunde der Grafschaft Mansfeld. In: Zeitschrift des Harz-Vereins für Geschichte und Altertumskunde. 30. Jg. (1897), S. 299–330.
- Martin Litzinger: Das Montanunternehmer- und Saigerhandelsgeschlecht Buchner in Coburg, Eisleben und Leipzig. In: Martin Luther und der Bergbau im Mansfelder Land. Hrsg. von Rosemarie Knape. Eisleben, 2000, S. 93–104.
- Joachim Penzel: Ein Requiem in Stein. Die Neugestaltung des halleschen Stadtgottesackers durch Gegenwartskünstler. Halle (Saale): Mitteldeutscher Verlag, 2017, S. 36–39.
- Ernst Schmiedel: Die Buchner oder Bucher aus Coburg. In: Blätter für fränkische Familienkunde. Nr. 1 (1966), S. 22–24.
- Otfried Wagenbreth: Die Buchners, Hüttenbesitzer und Metallhändler im Thüringer Wald, Mansfeld und Leipzig. In: Familie und Geschichte. Bd. 1, Heft 7 (1998), S. 1–10.